# Jakob Vogel (Dichter)
Jakob Vogel (* 11. Dezember 1816 in Glarus; † 22. April 1899 in Glarus) war ein Schweizer Dichter und Druckereibesitzer. Man nannte ihn den «Vogel von Glarus».

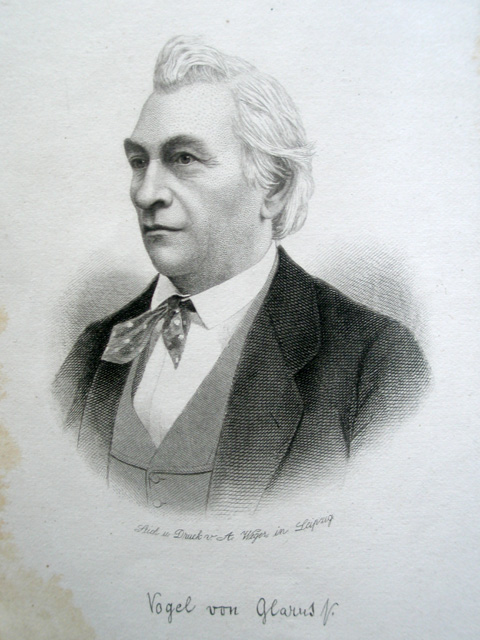
Jakob Vogel, der «Vogel von Glarus»

## Leben
Jakob Vogel begann im Alter von acht Jahren in einer Stoffdruckerei zu arbeiten. Er bildete sich autodidaktisch weiter, las die Bibel und den Göttinger Musenalmanach und soll schon mit zwanzig eine Bibliothek von 600 Büchern besessen haben. Mit 21 begann er eine Fusswanderung durch Europa. Von Heimweh übermannt, schrieb er ein erstes Gedicht. 1839 kehrte er in die Schweiz zurück.
1843 übernahm er von seinem Schwiegervater Cosmus Freuler die 1798 gegründete erste Druckerei und Verlagshandlung im Kanton Glarus am Landsgemeindeplatz. Er gab unter anderem einen Musenalmanach heraus, mehrere Bände mit seinen eigenen Gedichten, ein vierbändiges Werk Die poetische Nationalliteratur der Schweiz von Haller bis auf die Gegenwart, bearbeitet von Robert Weber und Johann Jakob Honegger. Mehrere Versuche mit einer Tageszeitung scheiterten, ebenso eine politische Karriere.
Vogel unterstützte junge Dichter, führte ein offenes Haus, ein «Sammelplatz fast aller Literaten und Dichter der Schweiz» (J.J. Honegger). Sein literarisches Vorbild war Heinrich Heine. Seine eigenen Gedichte hatten oft die Natur zum Thema, die Bergwelt und die Jahreszeiten, den heimischen Glärnisch und das Klöntal.
Seine erste Frau Babette verstarb 1851. Im Alter von 78 Jahren heiratete Jakob Vogel nochmals. Halbseitig gelähmt verstarb er am 22. April 1899 «in der Matratzengruft wie sein Vorbild Heinrich Heine».
1895 kaufte Jakob Spälti-Hefti die Buchdruckerei J.Vogel. Die Firma existiert heute noch als Spälti Druck AG in Glarus.

## Werke (Auswahl)
- Erinnerungen an Emil. Verlag von J. Vogel, Glarus 1860
- Lyrische Gedichte. Glarus 1868
- Schönheiten und Schrecknisse der schweizerischen Alpenwelt. Glarus 1868
- Das Klönthal. Glarus 1870
- Der Glärnisch im Lichte der Dichtung. Glarus 1873
- Gedichte. Zürich 1816; 14. Auflage J. Vogel, Glarus 1890. Mit einer biographisch-kritischen Einleitung von J.J. Honegger